# Solanum nemorense
Der Solanum nemorense ist eine in Südamerika beheimatete Pflanzenart aus der Gattung Nachtschatten (Solanum) in der Familie der Nachtschattengewächse (Solanaceae).

## Beschreibung

### Vegetative Merkmale
Solanum nemorense ist eine kräftige, ausdauernde Kletterpflanze beziehungsweise Halbstrauch mit Wuchshöhen zwischen 0,5 und 4 m. Die Stängel messen 0,25 bis 1,5 cm im Durchmesser, sind hohl, unbehaart oder spärlich mit unverzweigten Trichomen und 2 bis 8 mm langen und an der Basis 2 bis 6 mm breiten, geraden bis zurückgebogenen Stacheln besetzt. Die Internodien sind 6 bis 16 cm lang. Eine sympodiale Einheit kann ein einziges oder mehrere und dann paarweise stehende Laubblätter enthalten.
Die Laubblätter sind einfach und können mit zwei bis vier eiförmig spitz zulaufenden Lappen gelappt oder ungelappt sein, beide Formen können gemeinsam an einer Pflanze zu finden sein. Die Lappen sind 4 bis 8 cm breit, der vordere Lappen gleicht den seitlichen Lappen in Größe und Gestalt. Die Blattspreiten sind eiförmig oder langgestreckt, papierartig, 15 bis 40 (selten bis 50) cm lang und 7 bis 20 (selten bis 35) cm breit und etwa zweimal so lang wie breit. Die Blattoberseite ist unbehaart, die Blattunterseite kann ebenfalls unbehaart oder schwach flaumhaarig behaart sein. Auf der Unterseite ist die Blattachse mit zurückgebogenen Stacheln besetzt. Von der Blattachse gehen drei bis zwölf Paar Seitenadern aus. Die Blattspitze ist spitz bis spitz zulaufend, der Blattrand ist ganzrandig oder oftmals auch mit stacheligen Zähnen besetzt, diese sind bis zu 2 mm lang. Ein Blattstiel ist nicht vorhanden.

### Blütenstände und Blüten
Die Blütenstände sind 2 bis 40 (selten bis 45) cm lang, meist unverzweigt und nur gelegentlich gegabelt, zur Fruchtreife verlängert sie sich. Dann ist jeder einzelne Teil der Gabel eine monochasiale Zyme aus sechs bis 15 Blüten, die aufgerollt erscheint. Die Pflanzen sind andromonözisch, nur die untersten Blüten eines Blütenstandes sind fertil, so dass sich pro Blütenstand etwa drei bis fünf Früchte entwickeln. Die Blütenstandsachsen sind unbehaart oder nahezu unbehaart. Gelegentlich sind sie mit geraden, mit einer kräftigen Basis versehenen Stacheln bewehrt. Der Blütenstandsstiel erreicht eine Länge von 3 bis 20 cm, die Rhachis wird 3 bis 20 cm lang. Die Blütenstiele sind zur Blütezeit 5 bis 10 cm lang, an den Früchten 10 bis 40 mm. Sie stehen 1 bis 10 mm auseinander und stehen zur Spitze des Blütenstandes hin gedrängt. An der Basis oder kurz oberhalb der Basis sind sie schwach gegliedert, nach dem Abfallen hinterlassen sie angeschwollene Narben.
Die Blüten sind fünfzählig und treten in unterschiedlichen Formen mit verschieden gestalteten Griffeln auf. Der Kelch misst 5 bis 8 mm im Durchmesser und ist abstehend, die Kelchröhre ist 6 bis 8 mm lang und mit eiförmigen, nach vorn abgestumpften, unbehaarten, 3 mm langen und 2 mm breiten Zipfeln besetzt. An den Früchten ist der Kelch beständig und vergrößert. Die Krone misst 2 bis 3 mm im Durchmesser, ist abstehend, aber nicht zurückgebogen und sternförmig. Sie ist gleichmäßig grün bis grünlich-weiß gefärbt. Die Kronröhre ist 1 bis 2 mm lang, die Kronlappen messen 4 bis 6 mm in der Länge und 1 bis 3 mm in der Breite. Sie sind schmal dreieckig bis lanzettlich und nach vorn spitz. Beide Seiten sind unbehaart, die Oberseite ist gefurcht.
Die Staubblätter besitzen einen 0,5 mm langen Staubfaden und 8 bis 10 mm lange und an der Basis 2 mm breite, gelb gefärbte Staubbeutel, die sich nach vorn lang zugespitzt verschmälern. Sie stehen auseinander gespreizt bis zusammengeneigt, ihre Oberfläche ist papillös. Sie öffnen sich über kleine, nach außen gewandte Poren. Der Fruchtknoten ist unbehaart und trägt einen zylindrischen, geraden, unbehaarten und 5 bis 7 mm langen sowie 0,25 mm durchmessenden Griffel mit einer gespaltenen Narbe.

### Früchte und Samen
Die Früchte messen 3 bis 4 mm im Durchmesser, sind kugelförmig und zur Reife orange oder gelb gefärbt. Ihre Oberfläche ist unbehaart und glänzend. Sie enthalten keine Steinzellen. Die Samen sind 4 bis 5,5 mm lang und 3 bis 4 mm breit. Sie sind stark abgeflacht und hellbraun gefärbt. Ihre Oberfläche ist honigwabenartig strukturiert, der Rand ist verdickt.

## Vorkommen und Standorte
Die Art kommt in den östlichen bis westlichen Anden sowie in den niedriger gelegenen Teilen des Amazonasbeckens in den Ländern Kolumbien, Ecuador, Peru und Brasilien vor. Sie ist dort auf Lichtungen, schattigen Dickichten und in flussnahen Wäldern zu finden. Sie wächst in Höhenlagen zwischen 200 und 1500 m.

## Systematik
Solanum nemorense zählt zu einer Gruppe von Nachtschatten-Arten, die Stacheln besitzen, jedoch keine sternförmig gegabelten Trichome aufweisen. Obwohl diese Form der Behaarung für die Untergattung Leptostemonum untypisch ist, wurden diese und verwandte Arten lange Zeit als Sektion Nemorense dieser Untergattung zugeordnet. Molekularbiologische Untersuchungen zeigten jedoch, dass diese Gruppe nicht näher mit den anderen stachel-tragenden Nachtschattenarten verwandt ist. In der molekularbiologisch begründeten, phylogenetischen Systematik der Nachtschatten werden diese Arten als Wendlandii/Allophyllum-Klade geführt. Innerhalb dieser Gruppe bildet die Art zusammen mit Solanum hoehnei und Solanum reptans eine durch die Untersuchungen stark bestätigte Klade.

## Nachweise
- J.L. Clark: Solanum nemorense. In: Solanaceae Source (online), April 2006, abgerufen am 19. März 2011.